# Curling-Continental-Cup 2008
Der Curling-Continental-Cup 2008 war die 6. Ausgabe des Curlingtuniers zwischen Nordamerika und dem Rest der Welt. Das Turnier fand vom 18. bis zum 21. Dezember 2008 in der EnCana Arena in Camrose, Alberta statt. Es war die 1. Ausgabe des Cups an dem auch Mannschaften außerhalb von Nordamerika und Europa teilnehmen konnten, nachdem man durch die starken Leistungen der Chinesen die Kriterien änderte.

## Zeichenerklärung
- : Das Hammersymbol bedeutet das Recht des letzten Steins im ersten End.

## Mannschaften
| Team        | Land                 | Heimatort | Skip             | Third                 | Second            | Lead                 |
| ----------- | -------------------- | --------- | ---------------- | --------------------- | ----------------- | -------------------- |
| Nordamerika | Vereinigte Staaten   | Madison   | Craig Brown      | Rich Ruohonen         | John Dunlop       | Peter Annis          |
| Nordamerika | Kanada               | Winnipeg  | Jennifer Jones   | Cathy Overton-Clapham | Jill Officer      | Dawn Askin           |
| Nordamerika | Kanada               | Edmonton  | Kevin Koe        | Blake MacDonald       | Carter Rycroft    | Nolan Thiessen       |
| Nordamerika | Kanada               | Saskatoon | Stefanie Lawton  | Marliese Kasner       | Teejay Surik      | Lana Vey             |
| Nordamerika | Kanada               | Edmonton  | Kevin Martin     | John Morris           | Marc Kennedy      | Ben Hebert           |
| Nordamerika | Vereinigte Staaten   | Madison   | Debbie McCormick | Allison Pottinger     | Nicole Joraanstad | Tracy Sachtjen       |
| Welt        | Schottland/ Schweden | Lockerbie | David Murdoch    | Ewan MacDonald        | Niklas Edin       | Euan Byers           |
| Welt        | Schweden             | Härnösand | Anette Norberg   | Kajsa Bergström       | Cathrine Lindahl  | Anna Svärd           |
| Welt        | Schweiz              | Davos     | Mirjam Ott       | Carmen Schäfer        | Valeria Spälty    | Janine Greiner       |
| Welt        | Volksrepublik China  | Harbin    | Wang Bingyu      | Liu Yin               | Yue Qingshuang    | Zhou Yan             |
| Welt        | Volksrepublik China  | Harbin    | Wang Fengchun    | Liu Rui               | Xu Xiaoming       | Zang Jialiang        |
| Welt        | Norwegen             | Oslo      | Thomas Ulsrud    | Torger Nergård        | Christoffer Svae  | Håvard Vad Petersson |

## Mannschaft

### Damen

#### Draw 1
18. Dezember
| Team                 |    | 1 | 2 | 3 | 4 | 5 | 6 | 7 | 8 | Gesamt |
| -------------------- | -- | - | - | - | - | - | - | - | - | ------ |
| Welt (Wang)          | 🔨 | 0 | 1 | 0 | 1 | 0 | 3 | 1 | 2 | 8      |
| Nordamerika (Lawton) |    | 0 | 0 | 2 | 0 | 1 | 0 | 1 | 0 | 4      |

| Team                |    | 1 | 2 | 3 | 4 | 5 | 6 | 7 | 8 | Gesamt |
| ------------------- | -- | - | - | - | - | - | - | - | - | ------ |
| Welt (Norberg)      | 🔨 | 2 | 1 | 0 | 0 | 0 | 1 | 0 | 0 | 4      |
| Nordamerika (Jones) |    | 0 | 0 | 1 | 1 | 0 | 0 | 0 | 2 | 4      |

| Team                    |    | 1 | 2 | 3 | 4 | 5 | 6 | 7 | 8 | Gesamt |
| ----------------------- | -- | - | - | - | - | - | - | - | - | ------ |
| Welt (Ott)              |    | 3 | 2 | 0 | 4 | 0 | 1 | 0 | X | 10     |
| Nordamerika (McCormick) | 🔨 | 0 | 0 | 1 | 0 | 1 | 0 | 1 | X | 3      |

#### Draw 4
19. Dezember
| Team                |    | 1 | 2 | 3 | 4 | 5 | 6 | 7 | 8 | Gesamt |
| ------------------- | -- | - | - | - | - | - | - | - | - | ------ |
| Welt (Wang)         |    | 0 | 1 | 1 | 0 | 0 | 1 | 1 | 1 | 5      |
| Nordamerika (Jones) | 🔨 | 1 | 0 | 0 | 0 | 2 | 0 | 0 | 0 | 3      |

| Team                    |    | 1 | 2 | 3 | 4 | 5 | 6 | 7 | 8 | Gesamt |
| ----------------------- | -- | - | - | - | - | - | - | - | - | ------ |
| Welt (Norberg)          | 🔨 | 0 | 2 | 0 | 1 | 2 | 0 | 0 | 0 | 5      |
| Nordamerika (McCormick) |    | 0 | 0 | 0 | 0 | 0 | 1 | 1 | 1 | 3      |

| Team                 |    | 1 | 2 | 3 | 4 | 5 | 6 | 7 | 8 | Gesamt |
| -------------------- | -- | - | - | - | - | - | - | - | - | ------ |
| Welt (Ott)           |    | 0 | 2 | 0 | 2 | 0 | 3 | 1 | 0 | 8      |
| Nordamerika (Lawton) | 🔨 | 1 | 0 | 1 | 0 | 2 | 0 | 0 | 1 | 5      |

### Herren

#### Draw 3
18. Dezember
| Team              |    | 1 | 2 | 3 | 4 | 5 | 6 | 7 | 8 | Gesamt |
| ----------------- | -- | - | - | - | - | - | - | - | - | ------ |
| Welt (Ulsrud)     | 🔨 | 2 | 0 | 1 | 1 | 0 | 0 | 2 | 0 | 6      |
| Nordamerika (Koe) |    | 0 | 1 | 0 | 0 | 0 | 2 | 0 | 1 | 4      |

| Team                 |    | 1 | 2 | 3 | 4 | 5 | 6 | 7 | 8 | Gesamt |
| -------------------- | -- | - | - | - | - | - | - | - | - | ------ |
| Welt (Wang)          | 🔨 | 0 | 0 | 1 | 0 | 0 | 1 | 0 | X | 2      |
| Nordamerika (Martin) |    | 2 | 2 | 0 | 3 | 1 | 1 | 1 | X | 10     |

| Team                |    | 1 | 2 | 3 | 4 | 5 | 6 | 7 | 8 | Gesamt |
| ------------------- | -- | - | - | - | - | - | - | - | - | ------ |
| Welt (Murdoch)      |    | 1 | 0 | 0 | 0 | 1 | 0 | 1 | 1 | 4      |
| Nordamerika (Brown) | 🔨 | 0 | 0 | 2 | 1 | 0 | 3 | 0 | 0 | 6      |

#### Draw 6
19. Dezember
| Team              |    | 1 | 2 | 3 | 4 | 5 | 6 | 7 | 8 | Gesamt |
| ----------------- | -- | - | - | - | - | - | - | - | - | ------ |
| Welt (Murdoch)    | 🔨 | 4 | 0 | 5 | 0 | 0 | X | X | X | 9      |
| Nordamerika (Koe) |    | 0 | 2 | 0 | 0 | 2 | X | X | X | 4      |

| Team                 |    | 1 | 2 | 3 | 4 | 5 | 6 | 7 | 8 | Gesamt |
| -------------------- | -- | - | - | - | - | - | - | - | - | ------ |
| Welt (Ulsrud)        | 🔨 | 1 | 0 | 0 | 0 | 1 | 0 | 1 | 0 | 3      |
| Nordamerika (Martin) |    | 0 | 2 | 1 | 1 | 0 | 2 | 0 | 1 | 7      |

| Team                |    | 1 | 2 | 3 | 4 | 5 | 6 | 7 | 8 | Gesamt |
| ------------------- | -- | - | - | - | - | - | - | - | - | ------ |
| Welt (Wang)         | 🔨 | 0 | 0 | 1 | 0 | 0 | 3 | 0 | 0 | 4      |
| Nordamerika (Brown) |    | 0 | 1 | 0 | 2 | 0 | 0 | 2 | 1 | 6      |

### Mixed-Doppel

#### Draw 2
18. Dezember
| Team                         |    | 1 | 2 | 3 | 4 | 5 | 6 | 7 | 8 | Gesamt |
| ---------------------------- | -- | - | - | - | - | - | - | - | - | ------ |
| Welt (NergardNorberg)        | 🔨 | 2 | 1 | 0 | 1 | 0 | 1 | 1 | 1 | 7      |
| Nordamerika (BrownPottinger) |    | 0 | 0 | 3 | 0 | 2 | 0 | 0 | 0 | 5      |

| Team                       |    | 1 | 2 | 3 | 4 | 5 | 6 | 7 | 8 | Gesamt |
| -------------------------- | -- | - | - | - | - | - | - | - | - | ------ |
| Welt (LindahlUlsrud)       | 🔨 | 0 | 1 | 0 | 3 | 0 | 1 | 1 | 1 | 7      |
| Nordamerika (JonesKennedy) |    | 5 | 0 | 1 | 0 | 1 | 0 | 0 | 0 | 7      |

| Team                             |    | 1 | 2 | 3 | 4 | 5 | 6 | 7 | 8 | Gesamt |
| -------------------------------- | -- | - | - | - | - | - | - | - | - | ------ |
| Welt (MacDonaldOtt)              |    | 1 | 0 | 5 | 0 | 3 | 2 | 0 | 1 | 12     |
| Nordamerika (KoeOverton-Clapham) | 🔨 | 0 | 2 | 0 | 1 | 0 | 0 | 3 | 0 | 6      |

#### Draw 5
19. Dezember
| Team                            |    | 1 | 2 | 3 | 4 | 5 | 6 | 7 | 8 | Gesamt |
| ------------------------------- | -- | - | - | - | - | - | - | - | - | ------ |
| Welt (MurdochSchafer)           | 🔨 | 3 | 0 | 3 | 0 | 3 | 2 | 2 | X | 13     |
| Nordamerika (McCormickRuohonen) |    | 0 | 1 | 0 | 1 | 0 | 0 | 0 | X | 2      |

| Team                        |    | 1 | 2 | 3 | 4 | 5 | 6 | 7 | 8 | Gesamt |
| --------------------------- | -- | - | - | - | - | - | - | - | - | ------ |
| Welt (Wang F.Liu Y.)        | 🔨 | 2 | 0 | 2 | 0 | 2 | 0 | 2 | 0 | 8      |
| Nordamerika (LawtonRycroft) |    | 0 | 2 | 0 | 3 | 0 | 1 | 0 | 1 | 7      |

| Team                       |    | 1 | 2 | 3 | 4 | 5 | 6 | 7 | 8 | Gesamt |
| -------------------------- | -- | - | - | - | - | - | - | - | - | ------ |
| Welt (Wang B.Liu R.)       | 🔨 | 0 | 2 | 0 | 1 | 0 | 2 | 0 | 0 | 5      |
| Nordamerika (KasnerMorris) |    | 2 | 0 | 4 | 0 | 1 | 0 | 2 | 3 | 12     |

## Einzel
Das Welt-Team gewann zusätzliche 8 Punkte weil sie die meisten Punkte erreicht hatten, 96-93.

### Draw 8
20. Dezember
| Sheet A                 | Runthrough | Button | Port | Raise | Hit-and-Roll | Doppel | Gesamt |
| ----------------------- | ---------- | ------ | ---- | ----- | ------------ | ------ | ------ |
| Welt (Ott)              | 1          | 3      | 2    | 4     | 1            | 0      | 11     |
| Nordamerika (McCormick) | 0          | 5      | 2    | 2     | 2            | 2      | 11     |

| Sheet B             | Runthrough | Button | Port | Raise | Hit-and-Roll | Doppel | Gesamt |
| ------------------- | ---------- | ------ | ---- | ----- | ------------ | ------ | ------ |
| Welt (Wang)         | 5          | 3      | 5    | 2     | 3            | 0      | 18     |
| Nordamerika (Jones) | 0          | 5      | 4    | 5     | 1            | 1      | 16     |

| Sheet C              | Runthrough | Button | Port | Raise | Hit-and-Roll | Doppel | Gesamt |
| -------------------- | ---------- | ------ | ---- | ----- | ------------ | ------ | ------ |
| Welt (Norberg)       | 0          | 5      | 4    | 1     | 1            | 1      | 12     |
| Nordamerika (Lawton) | 0          | 5      | 5    | 1     | 4            | 0      | 15     |

| Sheet A           | Runthrough | Button | Port | Raise | Hit-and-Roll | Doppel | Gesamt |
| ----------------- | ---------- | ------ | ---- | ----- | ------------ | ------ | ------ |
| Welt (Wang)       | 0          | 4      | 5    | 3     | 5            | 3      | 20     |
| Nordamerika (Koe) | 0          | 5      | 5    | 4     | 1            | 0      | 15     |

| Sheet B              | Runthrough | Button | Port | Raise | Hit-and-Roll | Doppel | Gesamt |
| -------------------- | ---------- | ------ | ---- | ----- | ------------ | ------ | ------ |
| Welt (Murdoch)       | 0          | 5      | 3    | 2     | 1            | 5      | 16     |
| Nordamerika (Martin) | 0          | 5      | 5    | 3     | 1            | 5      | 19     |

| Sheet C             | Runthrough | Button | Port | Raise | Hit-and-Roll | Doppel | Gesamt |
| ------------------- | ---------- | ------ | ---- | ----- | ------------ | ------ | ------ |
| Welt (Ulsrud)       | 0          | 4      | 5    | 5     | 4            | 0      | 18     |
| Nordamerika (Brown) | 0          | 5      | 4    | 5     | 3            | 0      | 17     |

## Skins

### Damen
Draw 7: 20. Dezember
| Team                    | 1 | 2 | 3 | 4 | 5 | 6 | 7 | 8 | Gesamt |
| ----------------------- | - | - | - | - | - | - | - | - | ------ |
| Welt (Wang)             |   |   |   |   | 0 |   | 0 | X | 10     |
| Nordamerika (McCormick) | 0 | X | X | X |   | X |   |   | 10     |

Draw 9: 20. Dezember
| Team                 | 1 | 2 | 3 | 4 | 5 | 6 | 7 | 8 | Gesamt |
| -------------------- | - | - | - | - | - | - | - | - | ------ |
| Welt (Ott)           | 0 | X |   | 0 |   | 0 |   | X | 11     |
| Nordamerika (Lawton) |   |   | 0 |   | 0 |   | X |   | 19     |

Draw 10: 21. Dezember
| Team                  | 1 | 2 | 3 | 4 | 5 | 6 | 7 | 8 | Gesamt |
| --------------------- | - | - | - | - | - | - | - | - | ------ |
| World (Norberg)       |   |   | 0 | X |   | 0 | X | X | 41     |
| North America (Jones) | X | X |   |   | X |   |   |   | 14     |

### Herren
Draw 7: 20. Dezember
| Team                | 1 | 2 | 3 | 4 | 5 | 6 | 7 | 8 | Gesamt |
| ------------------- | - | - | - | - | - | - | - | - | ------ |
| Welt (Wang)         | X | X |   | X |   | X |   |   | 10     |
| Nordamerika (Brown) |   |   | 0 |   | 0 |   | 0 | X | 10     |

Draw 9: 20. Dezember
| Team              | 1 | 2 | 3 | 4 | 5 | 6 | 7 | 8 | Gesamt |
| ----------------- | - | - | - | - | - | - | - | - | ------ |
| Welt(Murdoch)     | X | X |   | 0 |   | 0 |   |   | 2      |
| Nordamerika (Koe) |   |   | 0 |   | X |   | X | X | 28     |

Draw 10: 21. Dezember
| Team                 | 1 | 2 | 3 | 4 | 5 | 6 | 7 | 8 | Gesamt |
| -------------------- | - | - | - | - | - | - | - | - | ------ |
| Welt (Ulsrud)        |   | X |   | X |   |   | 0 |   | 15     |
| Nordamerika (Martin) | X |   | 0 |   | X | X |   | X | 40     |

### Mixed
Draw 7: 20. Dezember
| Team                                      | 1 | 2 | 3 | 4 | 5 | 6 | 7 | 8 | Gesamt |
| ----------------------------------------- | - | - | - | - | - | - | - | - | ------ |
| Welt (Murdoch/Schafer/Svae/Svard)         | X |   | 0 | X |   | 0 |   |   | 5      |
| Nordamerika (Morris/Kasner/MacDonald/Vey) |   | X |   |   | 0 |   | X | X | 15     |

Draw 9: 20. Dezember
| Team                                     | 1 | 2 | 3 | 4 | 5 | 6 | 7 | 8 | Gesamt |
| ---------------------------------------- | - | - | - | - | - | - | - | - | ------ |
| Welt (Ulsrud/Norberg/Wang B./Wang F.)    |   |   | X | X |   |   |   | X | 16     |
| Nordamerika (Martin/Jones/Kennedy/Askin) | X | 0 |   |   | 0 | X | X |   | 14     |